# Anti-Monopoly
El Anti-Monopoly es un juego de mesa creado por el profesor Ralph Anspach, de la Universidad Estatal de San Francisco, en respuesta al Monopoly. El juego originalmente iba a salir al mercado, con el nombre de Bust the trust pero finalmente se cambió a Anti-Monopoly. En la versión original de 1973, la ciudad está "monopolizada" al principio del juego, y los jugadores compiten para devolver la ciudad a un sistema de mercado libre. El objetivo del juego es ser el competidor más rico después de que todos los monopolistas hayan quedado en bancarrota. El juego ha visto múltiples ediciones y revisiones desde 1973, la primera fue una versión de 1984 que apareció como “Antimonopoly II”. En la versión del 2005 los jugadores individuales pueden elegir si comienzan el juego como monopolistas o como libre competencia. 
El juego de Anspach tuvo problemas en los tribunales. En 1982, tras nueve años de batallas legales, Anspach ganó una demanda de marcas en la Corte de Apelaciones del Noveno Circuito. La demanda había sido interpuesta por el uso de la palabra "monopoly" en el título del juego. Una ley posterior del Congreso permitió a Parker Brothers, de la compañía Kenner, volver a registrar la marca MONOPOLY, ambas empresas fueron posteriormente adquiridas por Hasbro en 1991, que posee los derechos sobre la marca y el juego actualmente. Anspach utiliza el nombre de Anti-Monopoly bajo una licencia de Hasbro (como se indica en exenciones de responsabilidad legal de su sitio web).
El juego se encuentra actualmente en proceso productivo, y es producido y distribuido en todo el mundo por University Games.

## Antecedentes e historia
Ralph Anspach creó Anti-Monopoly en parte como respuesta a las lecciones enseñadas por el juego convencional, que creía que daba la impresión de que los monopolios eran algo deseable. Su intención era demostrar cuán dañinos podían ser los monopolios para un sistema de libre empresa y cómo funcionan las leyes antimonopolio para reducirlos en el mundo real.
El juego fue originalmente producido en 1973 como Bust the Trust, pero el título fue cambiado a Anti-Monopoly. Tuvo múltiples impresiones y revisiones desde 1973. 
En 1984, apareció una nueva versión como Anti-Monopoly II; esta versión fue actualizada y relanzada en 2005 sin la designación numérica. 
El juego todavía está impreso y es producido y distribuido en todo el mundo por University Games.

## Cómo se juega
El juego original Anti-monopoly comienza con el tablero en un estado monopolizado - como cuando terminas de jugar el tradicional Monopoly. En lugar de bienes raíces y servicios públicos, las propiedades en Anti-monopoly son negocios individuales que han sido puestos bajo propiedad única. Los jugadores toman el papel de trabajadores de casos federales que presentan acusaciones contra cada negocio monopolizado en un intento de devolver el estado de la junta a un sistema de libre mercado.
En Anti-Monopoly II, los jugadores individuales eligen al comienzo del juego si seguir las reglas del monopolista, o de competidor. Esta versión se parece más al juego Monopoly real, ya que se basa en la compra y venta de bienes inmuebles. Entre otras diferencias, los competidores cobran rentas más bajas y pueden mejorar cualquier propiedad que posean en cualquier momento, mientras que los monopolistas deben poseer al menos dos propiedades en un grupo antes de construir casas y cobrar rentas mucho más altas.

## Demanda de marca registrada
En 1974, Parker Brothers demandó a Anspach por el uso del nombre "Monopoly", alegando una infracción de marca registrada. 
Mientras preparaba su defensa legal, Anspach se dio cuenta de la historia de Monopoly antes de la venta del juego por parte de Charles Darrow a Parker en 1935, y cómo había evolucionado desde el juego original "Landlord's Game" de Elizabeth Magie, a la versión que Darrow se apropió. Anspach basó su defensa en el argumento de que el juego existía en el dominio público antes de que Parker lo comprara, y por lo tanto, el reclamo de Parker sobre él debería ser anulado. 
El caso se prolongó durante diez años, con numerosas apelaciones y sentencias judiciales anuladas, hasta que Anspach y Parker finalmente llegaron a un acuerdo, permitiéndole continuar usando el nombre Anti-Monopoly y distribuyendo el juego.
Durante un tiempo durante la disputa, el juego se comercializó simplemente como "Anti".

## Juegos relacionados
- Syndrome, es un juego similar aunque se invierte el objetivo del Monopoly, el objetivo es regalar dinero y propiedades. Fue descrito por el autor de ciencia ficción Philip K. Dick, en el cuento "War Game".[4] Selchow y Righter publicaron el juego como Go for Broke en 1965.

- Class Struggle, un juego de mesa basado en el marxismo, creado por Bertell Ollman[5]

- En Alemania, donde el juego original ha sido muy popular, a finales de los años 70 y 80 se crearon dos versiones, que también cobraron fama, además de Anti-monopoly: Provopoli - Wem gehört die Stadt ("A quién pertenece la ciudad"), donde los ocupantes ilegales toman partes de la ciudad, y Ökopoli ("Ecopoly") donde el objetivo es apoderarse de la ciudad de los contaminadores.